# 新民乡 (简阳市)
新民乡，是中华人民共和国四川省资阳市简阳市曾经下辖的一个乡。2019年12月，撤销丹景乡、新民乡，设立丹景街道。

## 行政区划
新民乡撤销前下辖以下地区：
陈河村、花苞村、金河村、克难村、烂泥村、藕埝村、同朴村、同意村和砖房村。